# Stenelo (figlio di Perseo)
Stenelo (in greco antico: Σθένελος?, Sthénelos) è un personaggio della mitologia greca. Re di Micene.

## Genealogia
Figlio di Perseo e Andromeda, sposo di Nicippe che lo rese padre di Euristeo, Alcione e Medusa. 

Gaio Valerio Flacco aggiunge il maschio Ifi, che perì per mano di Eete nella Colchide.

## Mitologia
Stenelo, venuto a conoscenza dell'omicidio (accidentale) di suo fratello Elettrione avvenuto da parte di Anfitrione, esiliò quest'ultimo e per diritto ereditario (Anfitrione era lo sposo di sua nipote Alcmena), gli successe sul trono re di Micene. 

Fu in seguito ucciso da Illo, uno degli Eraclidi e gli successe suo figlio Euristeo.